# Kuda Yari
Der Kuda Yari ist ein Lanzengriff aus Japan.

## Beschreibung
Der Kuda Yari besteht aus Bronze oder Eisen. Er dient als Hilfsmittel an Lanzenschäften. Im Grunde genommen ist es eine Art Rohr, das über den Schaft einer Yari gezogen wird. An der Seite, die zum Ort zeigt, ist ein runder, scheibenförmiger Handschutz ausgearbeitet. Um den Griff sind oft Seidenschnüre angebracht, womit der Kuda Yari am Handgelenk des Trägers fixiert wird, damit er nicht aus der Hand gleiten kann. Der Kuda Yari wurde in der linken Hand gehalten. Die rechte Hand umfasste das Ende des Lanzenschaftes. Beim Vorwärtsstoßen der Lanze war es möglich, mit Hilfe des Kuda Yari die Lanze besser unter Kontrolle zu halten. Durch seine Verwendung konnten die Stiche zum Gegner schneller ausgeführt werden und die linke Hand, die sich näher am Gegner befand, war geschützt. Es gibt Versionen, die mit einer Art Arretiersystem nach dem Vorwärtsschub der Lanze nahe am Ort einrasten und durch einen Ruck wieder gelöst werden können. Durch das schnelle Vorwärtsstoßen der Yari wird die Klinge mit dem flexiblen Schaft in Rotation versetzt.